# Vulcano (боєприпас)
Leonardo Vulcano (або OTO Vulcano) — сімейство високоточних підкаліберних оперених осколково-фугасних артилерійських снарядів розробки та виробництва компанії OTO Melara (входить до складу компанії Leonardo) в співпраці з Diehl Defence та іншими.
Існує два основних варіанта для поширених у військово-морських артилерійських системах гармат калібру 76 мм, 127 мм та сухопутний 155 мм (сумісний з відповідними стандартами НАТО для артсистем цього калібру):
- керований (англ. guided long rage, GLR),
- некерований (англ. ballistic extended range, BER).

## Історія
Виробник лазерної напівактивної системи наведення для снарядів Vulcano, іспанська компанія SENER, представила свою розробку на виставці Eurosatory в 2008 році.
В липні 2013 року в ПАР на полігоні Алькантпан відбулась серія випробувань снарядів Vulcano у співпраці між Німеччиною та Італією. Міністерство оборони Італії виступило головним замовником. Міністерство оборони Німеччини відповідало за лазерну напівактивну систему наведення, розв'язання проблем з програматорами, а також ним було надано обладнання для випробувань та установка PzH 2000.
При використанні лише модуля наведення за даними систем супутникової навігації снаряди лягли на відстані «істотно менше 20 м» від розташованої за 33 км цілі. При використанні модуля наведення за даними систем супутникової навігації разом з підривачем з лазерною напівактивною системою наведення снаряди влучили у мішень розміром 2 на 2 метра.
В травні 2014 року відбулись успішні випробування боєприпасів на військовому полігоні Алькантпан у ПАР в співпраці між компаніями OTO Melara та Diehl Defence.
Вогонь вівся з установки PzH 2000 снарядами серійного виробництва як в керованій (GSP&SAL) та і в некерованій версії. Через обмежені розміри полігону вогонь вівся на відстань трохи більше 50 км.
При стрільбі керованим снарядом з такими самими параметрами заряду та півдищення гармати максимальна відстань ураження могла би досягнути 80 км.
У вересні 2019 року снаряди Vulcano 127 мм та 155 мм виробництва компаній Leonardo та Diehl Defence пройшли сертифікацію на відповідність відповідним стандартам НАТО а також меморандуму з балістичної сумісності (англ. Joint Ballistic MoU) під контролем представників від урядів Італії та Німеччини.

## Опис боєприсасу
Система VULCANO призначена для ураження за допомогою підкаліберного керованого боєприпасу стаціонарних та малорухомих цілей на великих відстанях.
Маса 127–мм снаряду в польоті сягає 18 кг. Довжина снаряду в польоті — 1 м, а разом з гільзою, сумісною зі звичайними боєприпасами такого ж калібру, — 1554 мм. Початкова швидкість снаряду — понад 1130 м/с, що дозволяє досягти відстані 90 км приблизно за 160 с польоту[джерело?].
Перед пострілом в снаряд вводяться комп'ютерні дані для ініціації системи наведення, а також дані з GPS-приймача, розташованого на гарматі. В перші 60 с польоту наведення снаряду на траєкторії здійснюється інерціальним методом. Сигнали похибок відпрацьовуються за допомогою аеродинамічних рулів у головній частині боєприпасу. На інтервалі з 60 с по 200—290 с додатково відбувається корекція траєкторії за даними 12-канального GPS-приймача (коди режиму C/A та P/Y). У разі постановки завад GPS–каналу на кінцевій ділянці польоту здійснюється перехід на інерціальне наведення, при цьому середнє квадратичне відхилення снаряду в інерціальному режимі наведення на кінцевій ділянці траєкторії не перевищує 20 м на максимальній дальності[джерело?].
Варіант снаряду «Vulcano-B» оснащений напівактивною інфрачервоною головкою самонаведення (ГСН), наведення якої передбачається здійснювати за допомогою лазерних підсвітлювачів, розташованих на борту БПЛА, що баражуватимуть в зоні знаходження цілей. Крім того, розробляється варіант підкаліберного снаряду з інфрачервоною (ІЧ) головкою самонаведення, яка має бути ефективною для ураження надводних човнів. В якості ІЧ сенсора має застосовуватись ПЗЗ-матриця з кількістю пікселів 160х120. Поле зору ГСН при пошуку цілей має розміри 3х2 км з висоти 2,5 км. Дальність переходу на режим наведення за допомогою вказаних ГСН закладається приблизно 2,5—3 км до цілі, при цьому снаряд може маневрувати в повітрі з поперечним перевантаженням до 3 g. Підривач снаряду — багатофункціональний, можливий варіант застосування міліметрового радіопідривача розробки OTO Melara.
155-мм версія підкаліберного боєприпасу призначена для застосування у самохідній гаубиці PzH 2000. При цьому як варіант може застосовуватись той же самий снаряд, що і для 127-мм гармати, лише доповнений поліуретановими накладками.

## Характеристики

### 155 мм
Основне призначення снарядів Vulcano 155 GLR — високоточне ураження стаціонарних або рухомих цілей на великій відстані з мінімальними супутніми втратами. Бойова частина містить близько 5 кг вибухової речовини, корпус виготовлений з кілець із вольфрамового сплаву що утворюють готові уламки.
В снаряд можна встановлювати універсальний підривач з радіовисотоміром, який можна програмувати на підрив на заданій висоті, при контакті з перешкодою, та із затримкою. Або на вибір можна встановити підривач з лазерною напівактивною системою наведенням (англ. Semi Active Laser, SAL). В такому випадку снаряд здатен уражати рухомі цілі, підсвічені навідником.
Заради підвищення точності наведення, ефективності, та ускладнення роботи РЛС контрбатарейної боротьби, снаряд можна програмувати на вертикальне падіння на ціль (під кутом 90° до горизонту).
Спільні властивості
- Бойова частина: уламково-фугасна з готовими уламками, 5 кг вибухової речовини
- Підривач:
  - універсальний з трьома режимами (неконтактний з радіовисотоміром, контактний, із затримкою)
  - з напівактивною системою корекції за відбитим лазерним променем

Некерований (англ. Ballistic Extended range, BER)
- Максимальна дальність:
  - 155/52L: до 50 км
  - 155/39L: до 36 км
- Універсальний підривач
- Радіовисотомір
- Точність: подібна звичайним некерованим снарядам

Керований (англ. Guided long range, GLR)
- Максимальна дальність:
  - 155/52L: до 70 км
  - 155/39L: до 55 км
- КІВ:
  - Автономна система наведення інерційна + супутникова: не більше 5 метрів за заданими координатами на будь-якій відстані
  - Лазерна напівактивна система наведення: не більше 3 метрів від вказаної цілі на будь-якій відстані

### 127 мм
Підкаліберні снаряди Vulcano 127 mm повністю сумісні з військово-морськими артилерійськими системами Leonardo 127/54L та 127/64L (Otobreda 127/64).
На додачу до стандартного модуля наведення за координатами, виробник пропонує спеціальні підривачі з лазерною напівактивною системою наведення, та з інфрачервоною головкою самонаведення для ураження рухомих надводних цілей.
- Максимальна дальність: 127/64L:[10]
  - Некерований: до 60 км,
  - Керований: понад 80 км.

### 76 мм
Наприкінці 2011 р. компанія повідомила про розробку керованих боєприпасів калібру 76 мм для корабельних артилерійських установок. Розробка та завершення випробувань Vulcano 75 mm GLR очікується наприкінці 2022 року. Виробництво має розпочатись в 2023 році, а перші надходження до замовників — у 2024 році.
Снаряди будуть сумісні з усіма наявними артилерійськими системами калібру 76 мм, а максимальна дальність сягне до 40 км.
На думку розробника, потреба в нових боєприпасах для корабельних артилерійських установок виникла з урахуванням досвіду прибережних морських місій у Другу Ліванську війну (2006 рік) та війни у Лівії (2011 рік).

## Оператори

### Німеччина
В листопаді 2022 року на півночі Норвегії відбулись успішні випробування коригованих 127-мм снарядів сімейства Vulcano. Вогонь вів фрегат класу F125 Rheinland-Pfalz по нерухомій цілі, снаряди лягли у коло радіусом кілька метрів навколо маркера мішені.
Надалі очікується підписання угоди на придбання снарядів, які надійдуть на озброєння фрегатів F125 та F126.

### Україна
19 серпня 2022 року Федеральний уряд Німеччини опублікував заяву про придбання разом з ЄС 255 снарядів Vulcano для Збройних сил України. Однак, яка саме версія (керована чи ні) повідомлено не було (оглядачі порталу Defence24 припускають, що йдеться саме про версію GLR).
13 липня 2023 року Німецький уряд передав Україні 10 приладів лазерного підсвічування цілі для боєприпасів Vulcano GLR.

### Японія
У вересні 2024 року Японія замовила обмежену кількість снарядів сімейства Vulcano з напівактивною голівкою наведення для використання у 155-мм САУ Type 19. Окрім самих снарядів були замовлені БПЛА типу квадракоптер з системою лазерного підсвічування цілі.